# Kolpinskij rajon
Il Kolpinskij rajon (in russo Колпинский район?) è uno dei rajon in cui è suddivisa la città federale di San Pietroburgo, in Russia.